# 헤이온와이

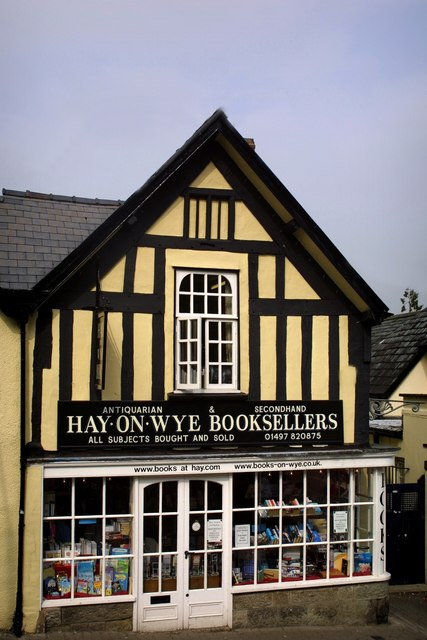
중고 서점

헤이온와이(Hay-on-Wye)는 웨일스 브레크녹셔의 도시이다. 포이스의 일원화된 권한을 통해 관리되고 있다. 책가게가 20곳이 넘기 때문에 서점가(the town of books)로도 기술된다.
1841년 기준 이 도시의 인구는 1,455명이다. 이 수치는 1901년 1,680명에서 상승한 것이다. 도시 규모는 그 이후로 크게 바뀌지 않았으며 2018년 추산치는 1900명이다.

## 저명한 인물
- 테리 프래쳇 - 저자